# Matelea trachyantha
Matelea trachyantha är en oleanderväxtart som först beskrevs av Greenman, och fick sitt nu gällande namn av W.D. Stevens. Matelea trachyantha ingår i släktet Matelea och familjen oleanderväxter. Inga underarter finns listade i Catalogue of Life.